# Eugenio Gignous
Eugenio Gignous (né le 4 août 1850 à Milan et mort le 30 août 1906 à Stresa) est un peintre de l’école impressionniste italienne.

## Biographie
Eugenio Gignous étudie dans les années 1864 à 1870 auprès d'Oscar Ricciardi et de Gaetano Fasanotti à l'Académie des beaux-arts de Brera à Milan. Sous l'influence des peintres Francesco Filippini, Tranquillo Cremona et Filippo Carcano il se tourne vers la peinture de plein air. Après 1870, il expose souvent aux grandes expositions d'art de Turin, Gênes et Venise. Il connaît une certaine renommée internationale et remporte des prix aux expositions de Paris, Munich, Londres, Bruxelles, Buenos Aires et Rio de Janeiro. Il s'installe en 1887 à Stresa sur le lac Majeur. C'est durant ces années qu'il créé nombre de ses tableaux paysagers.

## Œuvres
Au début, son travail relève encore d'un style réaliste aux contours fortement marqués. Son style acquiert peu à peu une plus grande liberté en observant les effets de la lumière. Il est sensible à l'influence des impressionnistes français et de ses contemporains italiens à Florence et Naples, les Macchiaioli. Ses œuvres restent cependant toujours proches de la nature, l'effacement des contours n'étant jamais un élément déterminant. Dans l'histoire de l'art, il se situe donc entre l'impressionnisme et le vérisme, la version italienne du réalisme. Le réalisme restera toujours essentiel pour lui.
Ses œuvres son exposées dans quelques musées d'Italie. Beaucoup de peintures appartiennent à des collectionneurs privés, c'est pourquoi elles n'apparaissent pas souvent sur le marché international de l'art.
- Veduta del Monte Rosa, Galleria d'Arte Moderna, Rome
- Primavera, Galleria d'Arte Moderna, Milan
- Sul Mottarone, Galleria d'Arte Moderna, Milan
- Fiori nel chiostro, Pinacothèque de Brera, Milan
- Lago Maggiore, Feriolo, Gallerie di Palazzo Leoni Montanari, Vicenza
- Paesaggio con treno, Gallerie di Palazzo Leoni Montanari, Vicenza
- Pecetto Macugnaga, Gallerie di Palazzo Leoni Montanari, Vicenza
- Prima neve, Galleria d'Arte Moderna Ricci Oddi, Piacenza
- Bosco, Galleria d'Arte Moderna Ricci Oddi, Piacenza
- Pianura Lombarda, Museo del Paesaggio, Pallanza (Verbania)
- Fletschhorn, Museo del Paesaggio, Pallanza (Verbania)